# 布拉斯岛
布拉斯岛（Pulau Beras）是印度尼西亚苏门答剌西的一个岛屿。《郑和航海图》龙涎屿往锡兰过洋牵星图中的龙涎屿，经向达考为印度尼西亚苏门答剌亚齐海上的布拉斯岛。